# IC 539
IC 539 је спирална галаксија у сазвјежђу Хидра која се налази на листи објеката дубоког неба у Индекс каталогу.
Деклинација објекта је - 2° 32' 56" а ректасцензија 9h 29m 8,2s. Привидна величина (магнитуда) објекта IC 539 износи 13,5 а фотографска магнитуда 14,2. IC 539 је још познат и под ознакама UGC 5054, MCG 0-24-17, CGCG 6-47, IRAS 09266-0219, PGC 26909.